# Харадзе, Георгий
Георгий Харадзе (род. 1984, Тбилиси) — грузинско-французский виолончелист.
Учился в консерваториях Блуа и Орлеана (у Рафаэль Семези), затем окончил Парижскую консерваторию (2004, класс Ролана Пиду). Лауреат ряда международных конкурсов, из которых наиболее значительны Международный конкурс виолончелистов Мстислава Ростроповича (3-я премия, 2005) и Международный конкурс виолончелистов имени Эммануэля Фойермана (1-я премия, 2006). В 2007 г. награждён Бетховенским кольцом как наиболее яркий участник Бетховенского фестиваля в Бонне.
Концертирует с 15-летнего возраста. Гастролировал в Греции, Чехии, странах Балтии. В сентябре 2008 г. принял участие в парижском благотворительном концерте в помощь пострадавшим с грузинской стороны во время российско-грузинских боевых действий в Южной Осетии.